# Po Toi
Po Toi (kinesiska: 蒲台島, 蒲台, pinyin Pútái dǎo,Pútái) är en ö i Hongkong (Kina). Den ligger i den sydöstra delen av Hongkong. Arean är 3,7 kvadratkilometer. Stavningen Po Toi återger det lokala, kantonesiska uttalet, som avviker från det standardkinesiska, som återges av pinyin-romaniseringen. 
Terrängen på Po Toi är lite kuperad. Öns högsta punkt är 227 meter över havet. Den sträcker sig 2,8 kilometer i nord-sydlig riktning, och 2,6 kilometer i öst-västlig riktning.